# Wiener Couplet

Johann Nestroy als Schuster Knieriem in „Lumpacivagabundus“ beim Kometenlied: „Auf’s Jahr kommt der neue Komet, da geht die Welt z’Grund.“ (Photographie von 1861)

Das Wiener Couplet ist eine Gesangseinlage in den Possen oder Komödien des Alt-Wiener Volkstheaters. Das Couplet unterbricht die Bühnenhandlung, richtet sich direkt ans Publikum und hat Reflexionen über verschiedene Themen zum Inhalt. Seinen literarischen Höhepunkt erreichte es im Vormärz in den Stücken von Johann Nestroy und Ferdinand Raimund. Die zweite wichtige musikalische Form des Alt-Wiener Volkstheaters ist das Quodlibet.

## Form und Geschichte
Das Couplet ist ein mehrstrophiges Lied mit Refrain und gleich gebauten Strophen, die alle nach derselben Melodie gesungen werden. Es hat gereimte Verspaare (frz. couplet „Zeilenpaar“) und ist meist im Wiener Dialekt verfasst. Historisch geht es auf das Zwischenspiel im Jesuitendrama zurück. In der musikalischen Entwicklung trat es an die Stelle der Arie und geht wie diese von der Situation eines der Protagonisten aus.
Das Couplet wurde von Johann Baptist Moser ausgebildet, der seit den 30er-Jahren des 19. Jahrhunderts begann, Szenen und Couplets zu schreiben, die von den Darbietungen der Harfenisten inspiriert waren und mit denen er selbst in Wiener Vorstadt-Etablissements auftrat, zuerst in der Harfenistengesellschaft Jonas, bald mit eigener Volkssängergesellschaft. Moser reformierte das Harfenistenwesen, da ihm Texte und Lieder zu primitiv waren, und ersetzte als Begleitinstrument die Harfe durch das Klavier. Sein berühmtestes Couplet ist „Die Welt ist ein Komödienhaus, wir Menschen sind Akteur, das Schicksal teilt die Rollen aus, der Zeitgeist ist Souffleur“ (1840).
In den Stücken von Ferdinand Raimund und Johann Nestroy innerhalb der Wiener Volkskomödie in der ersten Hälfte des 19. Jahrhunderts (Biedermeier) schließlich eroberte sich das Couplet einen zentralen Platz. Nestroy schrieb sich seine Couplets selbst auf den Leib, er war Autor und Darsteller in Personalunion. Mit Spannung erwartete das Publikum Nestroys Neuschöpfungen, in denen er meist unverblümt seine Meinung sagte, zu aktuellen politischen Problemen und Missständen Stellung nahm und die Zuschauer zu seinen Verschworenen machte. Auf diese Weise untergrub er auch das autoritäre System des Metternich’schen Spitzelwesens und geriet des Öfteren mit der Zensur in Konflikt.

## Dramaturgie
Entscheidend für die Wirkung des Couplets ist die Tatsache, dass in ihm die „dramatische Zeit“ stillsteht. Die Ereignisse, die die Handlung vorantreiben, unterliegen einer zeitweiligen Einstellung. Der Schauspieler verlässt „auf Zeit“ seine Rolle, um als Mitwisser des Stückeschreibers, oft an der Rampe, Kontakt mit dem Publikum herzustellen. Zumeist auf ein akzentuiertes Stichwort des vorhergehenden Dialogs oder eines Monologs hin unterbricht der Darsteller die fortlaufende Handlung, tritt aus der Szene heraus und stellt eine direkte Interaktion zwischen sich und dem Publikum her. Er nimmt seine persönliche Problematik zum Anlass für eine kritische Betrachtung denkwürdiger Fälle menschlichen Lebens oder für allgemeine Kommentare zu gesellschaftlichen und politischen Missständen oder menschlichen Charakterschwächen.
„Wir werden seiner Botschaft den Glauben nicht deshalb versagen, weil sie ein Couplet war“, schrieb Karl Kraus in seiner Rede zum fünfzigsten Todestag Johann Nestroys im Jahr 1912, mit der er dessen Wiederentdeckung einleitete.

### Handelnde Figuren
In den Stücken Ferdinand Raimunds ist das Couplet (dort: Arie oder Ariette) der komischen Figur vorbehalten, die in der Tradition des Hanswurst, Kasperl, Staberl, der wienerischen Ausformung der komischen Figur in der italienischen Commedia dell’arte, steht. Seine Partnerin erhält in der Regel ein Duett. Mit der Umformung der standardisierten komischen Figur in Charaktertypen (Wurzel in „Der Bauer als Millionär“, Rappelkopf in „Der Alpenkönig und der Menschenfeind“) kommt dem Auftrittslied für die Exposition der Hauptfigur besondere Bedeutung zu. Parallel werden auch den Figuren der Phantasie- und Geisterwelt Lieder zugewiesen.
Johann Nestroy profilierte das satirische Couplet in seinen Possen mit Gesang. Die zunehmende Zahl von Versen führte bei ihm schließlich zu zwei- und dreizeiligen Strophenformen mit Binnen- und Schlussrefrain, deren Metrum sich durch bewusste Akzentuierungen bestimmter Silben einer fließenden Melodielinie entzog. Mit großem Raffinement führte Nestroy in seinen Stücken eine Situation dorthin, wo das Couplet an einem Punkt der Verzweiflung, des Zorns, der Ratlosigkeit oder gar Resignation elementar „zum Ausbruch“ kommt und wo der Darsteller „es nicht mehr sagen kann, sondern es singen muß“ (Jean Giraudoux).
Auch bei Nestroy sind die Couplets in der Regel den männlichen Figuren vorbehalten, mit wenigen Ausnahmen, in denen auch weiblichen Figuren Couplets zugedacht sind, die meist Betrachtungen über das männliche Geschlecht anstellen: die Gänsehirtin Salome Pockerl in „Der Talisman“ (mit dem Refrain „Ja, die Männer ham’s gut!“), Salerl in „Zu ebener Erde und erster Stock“, Agnes in „Weder Lorbeerbaum noch Bettelstab“ oder Madame Zichori in „Das Gewürzkrämerkleeblatt“ („’s ist ein starkes Geschlecht, aber schwach, aber schwach!“).

### Auftrittscouplet

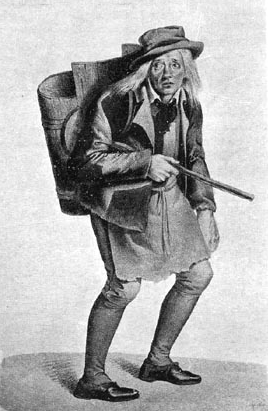
Ferdinand Raimund als Aschenmann in „Der Bauer als Millionär“ (Lithographie von Friedrich Kriehuber nach Moritz von Schwind)

Die Stücke von Raimund und Nestroy enthalten immer mehrere Couplets, beginnend mit dem „Auftrittscouplet“ der Hauptfigur, in dem diese ihren Charakter und ihr Schicksal vorstellt und das immer unmittelbar von einem anschließenden Monolog ergänzt wird. Aufgabe des Auftrittscouplets war es, dem Schauspieler einen wirkungsvollen Auftritt zu verschaffen und dem Publikum Gelegenheit zu bieten, mit der Person der Bühnenfigur vertraut zu werden. Bei Raimunds Figuren des Barometermachers („Der Barometermacher auf der Zauberinsel“) und des Harfenisten („Die gefesselte Phantasie“) berührt das Auftrittscouplet das Genre des Standesliedes.

### Refrain
Der Refrain hält die satirischen Themen der einzelnen Strophen zusammen und benutzt oft eine symptomatische Redensart, die das gemeinsame Motto für die Strophen bildet. Bekannte Refrains in Stücken Johann Nestroys sind:
- „Ja, die Zeit ändert viel!“ (Titus Feuerfuchs in „Der Talisman“)
- „Und ’s ist alles nicht wahr! Und ’s ist alles nicht wahr!“ (Lorenz in „Die verhängnisvolle Faschingsnacht“)
- „So gibt es halt allerhand Leut auf der Welt!“ (Herr von Lips in „Der Zerrissene“)
- „Es ist jetzt schön überhaupt, wenn man an etwas noch glaubt“ (Wendelin in „Höllenangst“)
- „Und es schickt sich doch offenbar nicht!“ (Weinberl in „Einen Jux will er sich machen“)
- „Diese Zeit war bequem, für das Zopfensystem“ (Ultra in „Freiheit in Krähwinkel“)
- „’s ist alles uralt, nur in andrer Gestalt“ (Kampl in „Kampl“)
- „Da finden die Leut’ dran ein Vergnügen? Ich, offen g’sagt, nicht, ich müsst’s lügen.“ (Diener Johann in „Zu ebener Erde und erster Stock“)
- „Ja, da hab I’ scho gnua!“ („Ja, da hab ich schon genug!“) (Titus Feuerfuchs in „Der Talisman“)
- „Die Welt steht auf kein’ Fall mehr lang!“ (das berühmte Kometenlied in „Lumpacivagabundus“)

Auch in Ferdinand Raimunds Zauberspielen finden sich markante Refrains, hier oft mit einem melancholischen Grundton: das Aschenlied in Der Bauer als Millionär mit dem Refrain „Ein Aschen“, mit dem der Aschen-Sammler auf die Vergänglichkeit alles Irdischen anspielt, und das Hobellied aus Der Verschwender, in dem Leichtlebigkeit und Vergänglichkeit (Vanitas) betrachtet werden. Es beginnt mit den berühmt gewordenen Zeilen „Da streiten sich die Leut’ herum – oft um den Wert des Glücks. Der eine heißt den andern dumm, am End’ weiß keiner nix“ und schließt mit dem Refrain: „Da leg ich meinen Hobel hin und sag der Welt ade!“.

### Zusatzstrophen
In der Aufführungspraxis werden einem Couplet oft aktuelle „Zusatzstrophen“ hinzugefügt, die unmittelbar Bezug auf das politische und gesellschaftliche Tagesgeschehen nehmen, ohne jedoch Bezug zum Stück selbst oder zur Zeit zu haben, in der es spielt. Solche Strophen werden manchmal erst kurz vor der Vorstellung vom Schauspieler selbst oder vom Kapellmeister geschrieben, um auf die aktuellen Ereignisse Bezug nehmen zu können. Bekannte Wiener Nestroy-Darsteller wie Karl Paryla, Walter Kohut und Josef Meinrad und später Heinz Petters und Robert Meyer haben dies zum fixen Bestandteil ihrer Auftritte gemacht. Nestroy setzte sich mit seinen neu gedichteten Zusatzstrophen, die er so dem Zugriff des Metternich’schen Polizeiapparates im Vormärz entzog, oft einem Duell mit der Zensur aus.
Wichtig für die Schlagkraft einer Zusatzstrophe ist die jeweilige Refrain-Zeile des Originals, die, da sie dem Publikum schon aus den Strophen zuvor bekannt ist, oft nur mehr intoniert oder zuletzt gar nicht mehr gesungen wird.
Das Couplet, bei dem Zusatzstrophen eingebaut werden, steht meist gegen Ende des Stückes, in der Regel im dritten Akt. Zusatzstrophen im „Auftrittscouplet“, also dem ersten Couplet des Abends, sind nicht üblich, da diesem Couplet immer ein Monolog folgt, der in direkter Beziehung zum Auftrittscouplet steht.
Karl Kraus hat Nestroy immer wieder vorgetragen, bearbeitet und auch Zusatzstrophen zu den Couplets geschrieben (z. B. für „Der Zerrissene“, „Eisenbahnheirathen“, „Weder Lorbeerbaum noch Bettelstab“). Auch Otto Basil und Hans Weigel haben später Zusatzstrophen geschrieben. Norbert Pawlicki, der musikalische Leiter der Nestroy-Aufführungen von Gustav Manker in den 1970er-Jahren am Wiener Volkstheater, schrieb Zusatzstrophen oft erst ganz knapp vor der Vorstellung und nach Lektüre der aktuellen Zeitungen, um möglichst aktuelle Bezüge in den Strophen zu erreichen. Diese brandaktuellen Strophen wurden dann in der Vorstellung „vom Blatt“ gelesen, weil fürs Auswendiglernen keine Zeit mehr war. 1981 schrieb der Schauspieler Otto Tausig für Nestroys „Kampl“ am Wiener Burgtheater eine scharfe Zusatzstrophe über den Arzt und Gerichtsgutachter Heinrich Gross, dessen Vergangenheit als NS-Euthanasiearzt am Spiegelgrund damals gerade publik geworden war: „Es gibt heut noch so Wiener Eutha-Nazi-Mediziner …“. 1998 schrieb der Kabarettist Josef Hader Zusatzstrophen für Nestroys „Das Mädl aus der Vorstadt“. 2017 kam es bei den Nestroy-Spielen Schwechat bei der Generalprobe von „Zu ebener Erde und erster Stock“ zu einem Eklat. Drei Gemeinderäte der FPÖ verließen empört die Vorstellung, weil im Couplet des Dieners Johann aktuelle Zusatzstrophen eingefügt worden waren, die die Regierungskoalition aus ÖVP und FPÖ satirisch kritisierten. Die FPÖ Schwechat forderte eine Entschuldigung der Verantwortlichen und die Passagen umgehend zu entfernen, ansonsten würde die FPÖ Schwechat Geldern für die Nestroy-Spiele zukünftig nicht mehr zustimmen. Für die Inszenierung von „Einen Jux will er sich machen“ am Grazer Schauspielhaus verfasste 2018 Stefanie Sargnagel Zusatzstrophen.
Nestroy selbst hat Zusatzstrophen zu Ferdinand Raimunds „Aschenlied“ in „Der Bauer als Millionär“ geschrieben.

## Musik
Das Wiener Couplet hat in der Regel ein schnelles Tempo. Im Dreiertakt erinnert es oft an den Ländler oder Wiener Walzer. Auf ein Ritornell des Orchesters, oft zur Melodie des Refrains, folgt ein erster Strophenteil in der Haupttonart. Die ersten Violinen umspielen die Melodie heterophon meist in sehr hoher Lage. Nach einem Forte-Einwurf des Orchesters folgt der zweite Teil der Strophe in einer anderen Tonart mit kontrastierender Musik. Am Ende der Strophe führt eine Steigerung zu einer Fermate. Darauf folgt ein schneller und pointierter Refrain und hierauf ein kurzes Orchesternachspiel. Durch die häufigen Wiederholungen wirkt es wie ein Perpetuum mobile. Die Einfachheit der Musik ist ein Kunstmittel, Couplets wurden nicht gesungen, um einen musikalischen Genuss zu erzielen, sondern waren zweckgerichtet, fast leierkastenartig, um mit aus dem Wienerischen kommenden konventionellen Mitteln etwas Unkonventionelles, das aus dem Text hinzukam, zu begleiten und zu unterstreichen.
Ursprünglich wurde die Bühnenmusik zu den Stücken Raimunds und Nestroys für ein kleines Sinfonieorchester (etwa 26 Mann, doppelte Holz- und Blechbläser sowie Streichinstrumente) komponiert. Mittlerweile werden die Stücke in der Theaterpraxis nur mehr von kleinen Ensembles (Flöte, Klarinette, Klavier, 2 Violinen, Bass, Schlagzeug), Streichtrio, zwei Klavieren oder in völlig neuen Arrangements begleitet. Weiters weisen die Partituren den Chören eine wichtige musikalische Funktion zu, was ebenfalls in der heutigen Aufführungspraxis an Sprechbühnen selten durchführbar ist. Außerdem stellen die meisten Couplets sehr hohe gesangliche Anforderungen an die Darsteller, sogar der kleinen Episodenrollen, was sich aus der Tatsache erklärt, dass die Schauspieler zu Nestroys und Raimunds Zeiten eine hohe gesangliche Ausbildung hatten und die Wiener Vorstadttheater keinen Unterschied zwischen Musik- und Sprechtheater kannten. Nestroy selbst wie auch seine Lebens- und Bühnenpartnerin Marie Weiler etwa waren ausgebildete Opernsänger.
Der wichtigste Komponist der Couplets von Johann Nestroy war Adolf Müller. Weitere Theaterlieder haben etwa Joseph Drechsler, Franz Roser, Carl Franz Stenzel, Carl Binder, Anton Maria Storch und Michael Hebenstreit vertont. Deren Musik bot eine Fülle anmutiger Einfälle, die trotz ihrer Melodik die Möglichkeit scharfer Charakterisierung bot, hier schon die Songs von Brecht/Weill vorwegnehmend. Sie verfremden dem Zuschauer die Handlung und „befreunden“ ihn mit dem Schauspieler/Autor (s. u.). Von Hanns Eisler gibt es zwischen 1948 und 1953 Neuvertonungen von mehreren Nestroy-Stücken („Höllenangst“, „Eulenspiegel“, „Theaterg’schichten“) für das Neue Theater in der Scala in Wien.
Ferdinand Raimund hat für einige seiner Lieder selbst die Musik komponiert, etwa das berühmte Duett „Brüderlein fein“ und das „Aschenlied“ in „Der Bauer als Millionär“. Andere Komponisten für die Stücke Raimunds waren Wenzel Müller (der sogar als Konkurrent Mozarts galt), Conradin Kreutzer und Joseph Drechsler.

## Interpretation
Im Couplet löst sich der/die Vortragende vom eigentlichen Handlungsverlauf, er unterbricht den Handlungsstrom des Stückes gänzlich, ein Gespräch mit dem Publikum beginnt, das direkt angesprochen, in das Spiel mit einbezogen und sogar um seine Meinung gefragt wird. Diese „schlagenden, das Publikum elektrisierenden Lieder“ ähneln der Monolog-Situation früher Shakespeare-Dramen, in denen der Zuschauer gewissermaßen zum „Verschworenen“ der Hauptfigur gemacht wird (etwa in „Richard III.“). Verwandtschaft besteht auch zur Parabase in der alten griechischen Komödie, in der das Publikum direkt angesprochen wird.
Der Stropheninhalt bietet eine breite Palette von Gestaltungsmöglichkeiten, die häufig durch eine drastische Imitation verschiedener Sprechebenen und Gesangsstile und durch einen Wechsel zwischen gesungenen Passagen (im Refrain) und Sprechgesang (in der Strophe) gekennzeichnet ist (Parlando). Mit beißendem Humor persifliert ein Couplet scheinbare Gemütlichkeit oder hintergründige Gemeinheit, Haupteigenschaften des negativen Wiener Charakters.
Oft macht der Schauspieler bei einer der letzten Strophen des Couplets einen falschen Abgang, der scheinbar das Ende des Lieds anzeigt, um dann „vom Applaus des Publikums zurückgerufen“ mit einer neuen Strophe wieder zu erscheinen, die dann meist den Übergang zu den aktuellen Zusatzstrophen markiert.

## Nachfolge
Im Zuge des „Niedergangs“ der Wiener Volkskomödie war das Couplet als Rollenlied bereits in der zweiten Hälfte des 19. Jahrhunderts umstritten. Adalbert Stifter äußerte sich 1867 in seinem Aufsatz „Über die Beziehung des Theaters zum Volke“: „Um vollends jede Wahrheit zu höhnen, wird die Dichtung unterbrochen und es werden Lieder gesungen, die weder in der Wesenheit des Stücks noch in der des Singenden liegen.“ Auch die spätere Wiener Operette enthielt noch Couplets, bei denen sich das Schwergewicht jedoch vom Text auf die Musik verlagerte. Ein Beispiel ist das Couplet „’s ist mal bei mir so Sitte“ des Prinzen Orlofsky aus Die Fledermaus (1874) von Johann Strauss. Gegenüber dem klassischen Wiener Couplet, das im Regelfall den männlichen Figuren vorbehalten ist, wird das Operetten-Couplet auch von Frauen vorgetragen. In bewusster Abhebung von der französischen Operette wählten die Komponisten der Wiener Operette nach Johann Strauss wie Leo Fall und Emmerich Kálmán im frühen 20. Jahrhundert alternative Bezeichnungen.
Im 20. Jahrhundert wurde das Couplet in der alten Form noch von Felix Salten verwendet („Der Gemeine“, 1901), aber auch von Karl Kraus in „Die letzten Tage der Menschheit“ („Lebenslängliches Couplet“) von Kaiser Franz-Josef, „Couplet des Schwarz-Drucker“, „Das Lied des Alldeutschen“, die Couplets von Roda Roda, Ludwig Ganghofer und Hirsch sowie „Couplet Macabre“ (1919), „Höllisches Couplet“ (in „Die Unüberwindlichen“, 1928), aber auch verschiedene Couplets mit wörtlichen Refrains aus Stücken von Johann Nestroy (wie „Der Talisman“, „Der böse Geist Lumpazivagabundus“ und „Der Zerrissene“) und Hanns Eisler („Couplet vom Zeitfreiwilligen“, 1928). Schon bei Eisler klingt das Couplet anders, als man es von den Komponisten des Alt-Wiener Volkstheaters gewohnt ist, in der Musik zu „Die letzte Nacht“ von Karl Kraus (1929) etwa im Marschrhythmus und in Moll.
Walter Mehring verwendete die Kunstform des Couplets noch wie auch die Dadaisten („Berlin simultan: erstes Original-dada-couplet“). Anfang des 20. Jahrhunderts wurde der Begriff „Couplet“ bald von der Bezeichnung „Chanson“ abgelöst und fand vor allem im Kabarett und auf Kleinkunstbühnen Verwendung. Kurt Tucholsky beschrieb 1919 das Couplet – hier schon mit den Eigenschaften des Chansons – in seinem Aufsatz „Die Kunst des Couplets“ im Berliner Tageblatt vom 18. November 1919: „Das Couplet hat seine eigenen Gesetze. Es muß zunächst einmal mit der Musik völlig eins sein (das ist eine große Schwierigkeit), und dann muß es so aus dem Geist der Sprache heraus geboren sein, dass die Worte nur so abrollen, dass nirgends die geringste Stockung auftritt, dass die Zunge keine Schwierigkeiten hat, die Wortfolge glatt herunterzuhaspeln.“ Er verlangte für die Autorenschaft „Gesinnung, Geschmack und großes Können“.
In politischer Form wurde das Couplet am Theater dann vor allem von Bertolt Brecht als „Song“ im „epischen Theater“ weitergeführt. Bei Brecht treten die Darsteller im „Verfremdungseffekt“ aus der Handlung und stellen vor einem Vorhang und mit „Songbeleuchtung“ Reflexionen an (z. B. im „Lied über die Unzulänglichkeit menschlichen Strebens“ in der „Dreigroschenoper“, 1929). Brecht wollte mit dieser Methode das Publikum „über die Bewußtseinsstufe seiner Figuren heben“, Brechts Schriftstellerkollege Friedrich Wolf nannte es „die unmittelbare Einbeziehung des Zuschauers in das Spiel“.
Von Theodor W. Adorno gibt es aus 1936/1937 folgende Auffassung des Couplets: „Der intendierte, vom Publikum wohl auch geleistete unbewusste Vorgang ist demnach zunächst der der Identifizierung. Das Individuum im Publikum erlebt sich primär als Couplet-Ich, fühlt dann im Refrain sich aufgehoben, identifiziert sich mit dem Refrainkollektiv, geht tanzend in dieses ein und findet damit die sexuelle Erfüllung.“
Das Couplet war auch wichtiger Bestandteil des Kabaretts, wo es in der Zwischenkriegszeit neben dem Chanson eine selbständige Gesangsnummer war. Als Autoren haben sich Karl Farkas, Fritz Grünbaum, Armin Berg und nach dem Krieg Georg Kreisler, Gerhard Bronner und Helmut Qualtinger profiliert, etwa in „Der g’schupfte Ferdl“ und „Der Wilde mit seiner Maschin’“. Das Couplet „Der Papa wird’s schon richten“ aus dem Programm „Spiegl vorm Gsicht“ erzwang sogar den Rücktritt eines Ministers. Karl Valentin ging in der bayerischen Ausformung des Couplets Volkstümlichkeiten auf den Grund und spielte kunstfertig mit den Regeln der Sprache (Chinesisches Couplet, futuristisches Couplet).